# Lederia similis
Lederia similis es una especie de coleóptero de la familia Tetratomidae.

## Distribución geográfica
Habita en Nepal.